# IJzergieterij (compositie)
De IJzergieterij is een compositie van Aleksandr Mosolov. De compositie is oorspronkelijk geschreven voor balletorkest, het maakt deel uit van het ballet Staal. Dat ballet is uitgeschreven in opdracht van het Bolsjojtheater. IJzergieterij werd vlak na de première van het ballet zo populair, dat het vaak ook als zelfstandig werk werd uitgevoerd.
Mosolov heeft de werking van machines vertaald naar muziek, waarbij de toon voor een mechanisch geheel wordt gezet door de altviolen en klarinetten. Daarna houdt de mechanische / robotachtige bewegingen / ritmen niet meer op. Het is een schoolvoorbeeld van de muzikale stroming van het futurisme waarin de optimistische visie op de toekomst (gezien na de Russische Revolutie de boventoon voert.
De compositie ging de gehele wereld over, Arturo Toscanini voerde het werk op in New York. Net zoals andere werken van Mosolov verdween ook de partituur van dit werk, maar kwam eind jaren 60 weer tevoorschijn. In 1975 heeft de Russische topdirigent Jevgeni Swetlanov het werk opgenomen in een kleine periode van revival van de werken van Mosolov.

## Bron en discografie
- Uitgave Olympia Compact Discs Ltd.: Het Academisch Symfonieorkest van de Russische Federatie o.l.v. Jevgeni Swetlanov; (1975)
- Uitgave Decca; Koninklijk Concertgebouworkest o.l.v. Riccardo Chailly (1992)